# Vicia acutifolia
Vicia acutifolia är en ärtväxtart som beskrevs av Stephen Elliott. Vicia acutifolia ingår i släktet vickrar, och familjen ärtväxter. Inga underarter finns listade i Catalogue of Life.